# Jakobstjärnen, Jämtland
Jakobstjärnen är en sjö i Krokoms kommun i Jämtland och ingår i Indalsälvens huvudavrinningsområde.